# Cerithium bardiei
Cerithium bardiei is een uitgestorven slakkensoort uit de familie van de Cerithiidae. De wetenschappelijke naam van de soort is voor het eerst geldig gepubliceerd in 1922 door Cossman & Peyrot.